# Сливенская область
Сли́венская о́бласть (болг. Област Сливен) — область в Юго-Восточном регионе Болгарии.
Административный центр — город Сливен.

## Географическое положение
Область расположена к югу от гор Стара-Планина. Площадь территории, занимаемой областью, 3544,066 км², что составляет 3,19 % от всей территории Болгарии. Сельскохозяйственные земли — 52 %, площадь, занятая населёнными пунктами — 3,5 %, горные районы — 40 %.
Граничит
- на северо-западе с Великотырновской областью,
- на севере с Тырговиштской областью,
- на северо-востоке с Шуменской областью,
- на западе со Старозагорской областью,
- на востоке с Бургасской областью и
- на юго-востоке с Ямболской областью

Расстояния:
- от столицы — города София — 288 км;
- от крупнейшего морского порта в Болгарии расположенного в городе Бургас — 108 км;
- от второго по величине морского порта в Болгарии расположенного в городе Варна — 195 км;

## Рельеф
Территория области характеризуется разнообразным рельефом, что позволяет выделить два района в рельефном отношении: на севере — предгорный и горный рельеф, а на юге — равнинный. Южная часть включает Тунджанские холмы и низкогорную область, Новозагорское, Керменское и Сливенское поле. Средняя высота над уровнем моря на Сливенском поле 150 м, а на Керменском и Новозагорском — около 130 м. Плодородные поля, находящиеся в южной части области, ограничены с севера горами Стара-Планина и наиболее высокими склонами массива Средна-Гора. Высочайшие вершины в горной части: Чумерна (1536 м), Болгарка (1181 м) и Разбойна (1128 м).

## Климат
Сливенская область охватывает территорию, которая включает районы, характеризующиеся умеренно континентальным и переходно-континентальным климатом, со средиземноморским влиянием. Характеризуется короткой зимой и прохладным летом.

## Административное деление

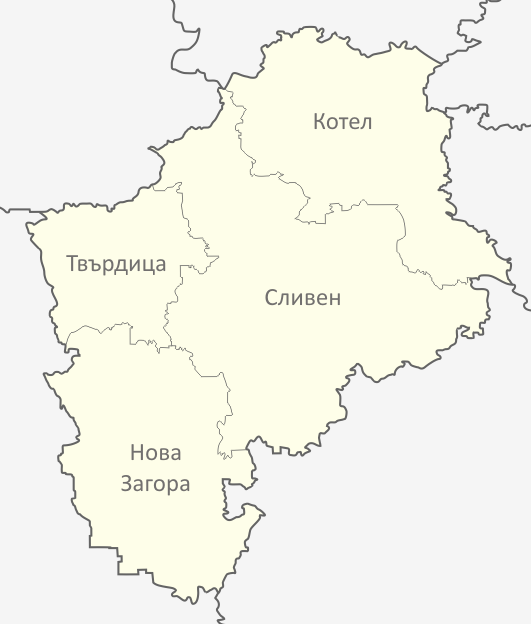
Административная карта Сливенской области

Административно область делится на четыре общины:
1. Котел (21 195 жителей),
2. Нова-Загора (43 141 житель),
3. Сливен (130 226 жителей),
4. Твырдица (14 607 жителей).

## Население
Население области 197 473 человека<.
| Этнические группы (2011) | Этнические группы (2011) | Этнические группы (2011) | Этнические группы (2011) | Этнические группы (2011) |
| Этническая группа        |                          |                          | Процент                  |                          |
| ------------------------ | ------------------------ | ------------------------ | ------------------------ | ------------------------ |
| Болгары                  |                          |                          | 76.6 %                   |                          |
| Цыгане                   |                          |                          | 11.8 %                   |                          |
| Турки                    |                          |                          | 9.7 %                    |                          |
| Другие                   |                          |                          | 1.9 %                    |                          |

Плотность населения 55,72 человек на 1 км² (2011 год).
В области кроме Сливена, в котором проживают 95,4 тыс. жителей, есть ещё пять городов — Нова-Загора, Кермен, Шивачево, Котел и Твырдица. Также на территории Сливенской области расположены 113 сёл (см. сёла Сливенской области).